# مونومنتا نیپونیکا
مونومنتا نیپونیکا (انگلیسی: Monumenta Nipponica) یک ژورنال دانشگاهی است که به زبان انگلیسی توسط دانشگاه سوفیا در توکیو به چاپ می‌رسد. این ژورنال یکی از قدیمی‌ترین مجلات دانشگاهی انگلیسی زبان در زمینه مطالعات آسیایی است که در سال ۱۹۳۸ تأسیس شده‌است.